# Kye Sun-hui
Kye Sun-hui (* 2. August 1979 in Pjöngjang) ist eine ehemalige nordkoreanische Judoka. Mit drei olympischen Medaillen und vier Weltmeistertiteln gehört sie zu den erfolgreichsten Judokas.

## Karriere
Nordkorea hatte seit 1992 nicht an internationalen Meisterschaften teilgenommen und somit hatte sich auch keine Judoka für die Olympischen Spiele 1996 in Atlanta qualifiziert. Die International Judo Federation vergab eine von dreizehn Wildcards an Nordkorea und der nordkoreanische Verband nominierte die international völlig unbekannte Kye Sun-hui. Die Wettkämpfe im Superleichtgewicht, der Klasse bis 48 Kilogramm, wurden am 26. Juli ausgetragen, eine Woche vor Kyes 17. Geburtstag. In ihrem ersten Wettkampf besiegte sie die Niederländerin Tamara Meijer durch eine kleine Wertung, im zweiten Wettkampf siegte sie über die Französin Sarah Nichilo. Im Kampf um den Finaleinzug gelang ihr gegen die Spanierin Yolanda Soler ihr einziger vorzeitiger Sieg. Im Finale gegen die seit drei Jahren ungeschlagene Ryōko Tamura siegte Kye Sun-hui durch eine Koka-Wertung.
Ab 1997 kämpfte Kye im Halbleichtgewicht, der Gewichtsklasse bis 52 Kilogramm. Bei den Judo-Weltmeisterschaften 1997 in Paris erreichte sie das Finale und unterlag dort der französischen Olympiasiegerin von 1996 Marie-Claire Restoux. Einen Monat später siegte Kye bei den Asienmeisterschaften in Manila. 1998 gewann sie bei den Asienspielen in Bangkok. 1999 verteidigte sie ihren Titel bei den Asienmeisterschaften in Wenzhou. Bei den Judo-Weltmeisterschaften 1999 in Birmingham erhielt sie zusammen mit Restoux die Bronzemedaille; im Finale siegte die Japanerin Noriko Narazaki gegen die Kubanerin Legna Verdecia. Im März 2000 gewann Kye beim Weltcup in Prag. Bei den Olympischen Spielen 2000 in Sydney siegte Kyu in der ersten Runde gegen die Amerikanerin Hillary Wolf durch Ippon. Im zweiten Kampf musste sie gegen die Niederländerin Deborah Gravenstijn über die volle Kampfdauer von vier Minuten. Nach dem Ippon gegen die Australierin Rebecca Sullivan unterlag Kye im Kampf um den Finaleinzug gegen Legna Verdecia. Im Kampf um Bronze gewann Kye dann gegen die Rumänin Ioana Maria Aluaș.
Beim Weltcup in München im Februar 2001 siegte Kye im Leichtgewicht, der Gewichtsklasse bis 57 Kilogramm. Für die Judo-Weltmeisterschaften 2001 in München kehrte sie ins Halbleichtgewicht zurück, im Finale besiegte sie die Deutsche Raffaella Imbriani und gewann ihren ersten Weltmeistertitel. Ihre letzte internationale Medaille im Halbleichtgewicht gewann Kye mit Bronze bei den Asienspielen 2002 in Busan.
Ab 2003 wechselte Kye dann endgültig ins Leichtgewicht. Bei den Judo-Weltmeisterschaften 2003 in Ōsaka gewann sie im Finale wie zwei Jahre zuvor gegen eine deutsche Judoka: Yvonne Bönisch. Bei den Olympischen Spielen 2004 traf Kye im ersten Wettkampf auf Marcon Bezzina aus Malta. Nach Siegen über die Russin Natalija Jucharewa und die Britin Sophie Cox erreichte sie mit einem Ippon gegen die Kubanerin Yurisleidy Lupetey das Finale, in dem Kye wieder auf Yvonne Bönisch traf. Bönisch gewann nach fünf Minuten durch eine Yuko-Wertung. Mit ihrer Silbermedaille hatte Kye nun in drei verschiedenen Gewichtsklassen eine olympische Medaille erkämpft.
Im Finale der Judo-Weltmeisterschaften 2005 in Kairo traf Kye ein weiteres Mal auf Yvonne Bönisch, Kye gewann ihren dritten Weltmeistertitel. Zwei Jahre später kämpfte sie bei den Judo-Weltmeisterschaften 2007 gegen die Spanierin Isabel Fernández und gewann zum vierten Mal bei Weltmeisterschaften. Bei ihrem letzten großen Turnier, den Olympischen Spielen in Peking besiegte Kye in der ersten Runde Sabrina Filzmoser aus Österreich. Im zweiten Kampf unterlag sie der Französin Barbara Harel und schied aus dem Turnier aus.